# Euphorbia portulacoides
La pichoa de Chile (Euphorbia portulacoides) es una especie de planta fanerógama perteneciente a la familia Euphorbiaceae.

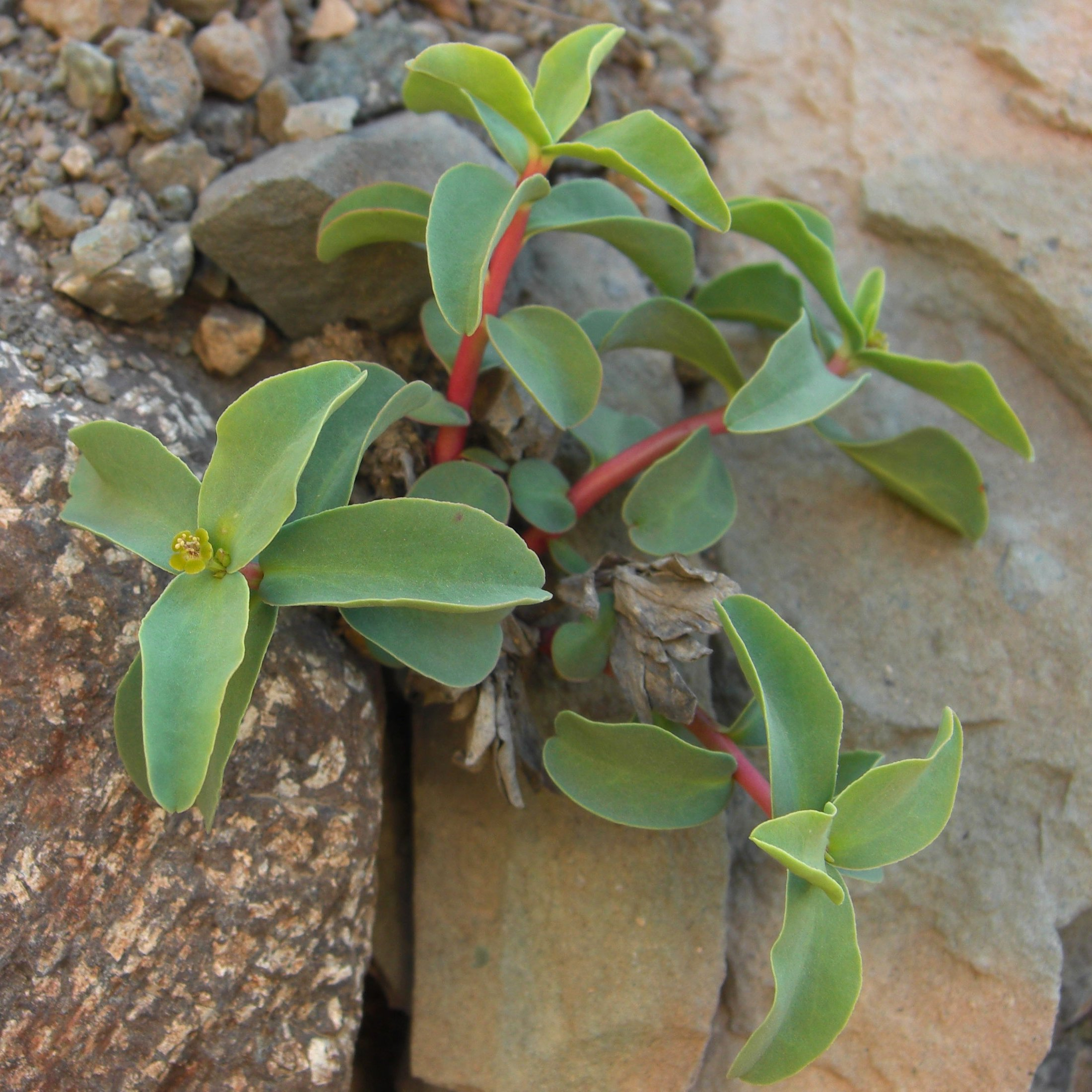
Detalle de la planta

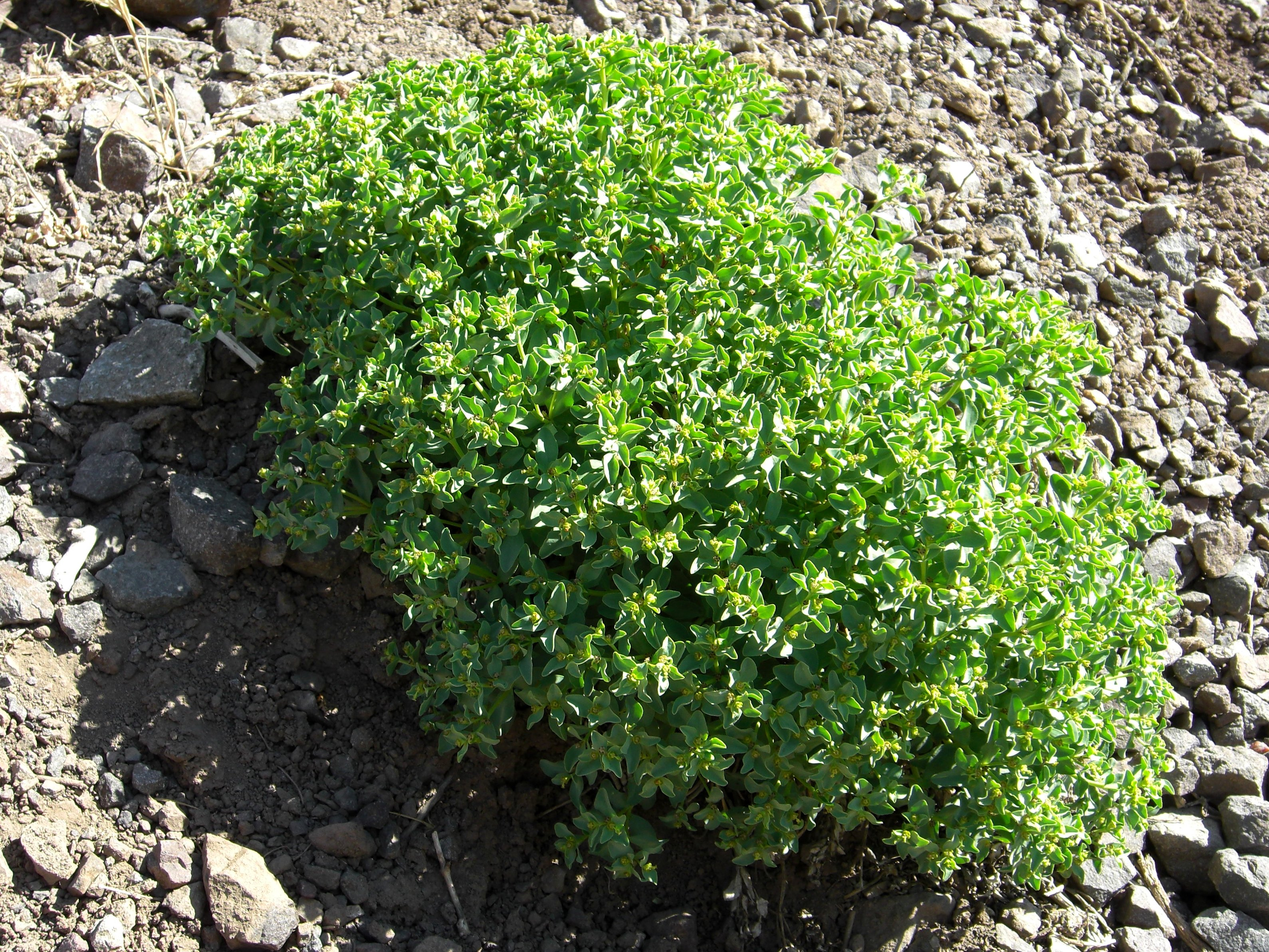
Vista de la planta

## Distribución
Es originaria de Bolivia y Brasil.

## Taxonomía
Euphorbia portulacoides fue descrita por Carlos Linneo y publicado en Species Plantarum 1: 456. 1753.
Etimología
Euphorbia: nombre genérico que deriva del médico griego del rey Juba II de Mauritania (52 a 50 a. C. - 23), Euphorbus, en su honor – o en alusión a su gran vientre –  ya que usaba médicamente Euphorbia resinifera. En 1753 Carlos Linneo asignó el nombre a todo el género.
portulacoides: epíteto que significa "en forma de verdolaga" o también "en forma del género portulaca", se conforma por las palabras: portulaca (género de plantas) y el sufijo oides (parecido a algo).
Variedades aceptadas
- Euphorbia portulacoides subsp. collina (Phil.) Croizat
- Euphorbia portulacoides subsp. major (Müll.Arg.) Croizat

Sinonimia
- Euphorbia atrosanguinea Poepp. ex Klotzsch
- Euphorbia bridgesii (Klotzsch & Garcke) Bertol. ex Boiss.
- Euphorbia chilensis Gay
- Euphorbia conceptionis Rupr. ex Boiss.
- Euphorbia littorea Miq. ex Boiss.
- Tithymalus atrosanguineus Klotzsch & Garcke
- Tithymalus bridgesii Klotzsch & Garcke
- Tithymalus chilensis (Gay) Klotzsch & Garcke
- Tithymalus portulacoides (L.) Standl.
- Tithymalus subcrenatus Klotzsch & Garcke
- Vallaris portulacoides (L.) Raf.[4][5]